# Ahmad Milad Karimi
Ahmad Milad Karimi (persisch احمد ميلاد كريمى, DMG Aḥmad Mīlād-i Karīmī; * 10. Februar 1979 in Kabul) ist ein afghanisch-deutscher Religionsphilosoph, Islamwissenschaftler, Übersetzer des Koran, Dichter, Verleger und Mitherausgeber der Kalliope. Zeitschrift für Literatur und Kunst.
Seit Juli 2016 ist er ordentlicher Professor für islamische Philosophie an der Westfälischen Wilhelms-Universität Münster. Für seine Vielfalt und seinen „Aufstieg vom Flüchtling zum Professor“ (ZDF) wird Karimi in den Medienechos als „Wunderknabe“ (Der Spiegel), „Multitalent“ (Badische Zeitung) „umtriebigster Religionsphilosoph Deutschlands“ (qantara), „einer der prominentesten Islamwissenschaftler Europas“ (ORF) und einer der „prägenden Köpfe des Islams in Deutschland“ (Deutschlandradio) gewürdigt.
Für sein Werk Hingabe als das „außerordentlichste“ Buch des Jahres 2015 auf dem Gebiet der islamischen Studien im deutschsprachigen Raum wurde Karimi der Rumi-Preis für islamische Studien (nicht zu verwechseln mit den internationalen Rumi Awards) verliehen. Karimi erhielt 2019 den Voltaire-Preis für „Toleranz, Völkerverständigung und Respekt vor Differenz“ von der Universität Potsdam und der Friede Springer Stiftung 2022 war er Mitgründer des PEN Berlin.

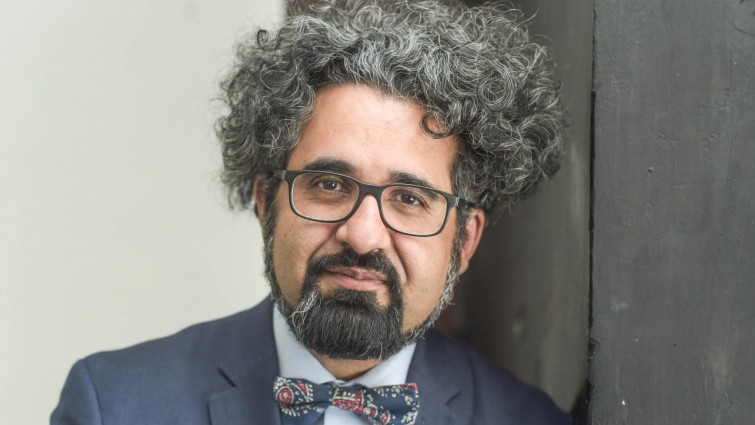
Ahmad Milad Karimi, 2018

## Leben
Ahmad Milad Karimi wurde 1979 als Sohn afghanischer Eltern geboren; er ist deutscher Staatsbürger. Mit 13 Jahren flüchtete er mit seiner Familie auf Grund des dortigen Bürgerkrieges aus Afghanistan. Nach einer langen Odyssee fand er in Darmstadt seine neue Heimat. Dort besuchte er die Haupt-, Berufsfach- und Realschule, um schließlich an der Bertolt-Brecht-Schule das Abitur zu machen.
Karimi studierte Philosophie und Islamwissenschaft in Darmstadt, Freiburg und Neu-Delhi. Ab 2001 war er zunächst Grund- und dann Promotionsstipendiat der Studienstiftung des deutschen Volkes. Karimi promovierte mit einer Arbeit über Hegel und Heidegger an der Albert-Ludwigs-Universität Freiburg.
Er war Mitbegründer zweier Verlage, des Salam Kinder- und Jugendbuch Verlags, den er von 2009 bis 2012 auch leitete, und des Kalam Verlags für islamische Theologie und Religionspädagogik, bei dem er von 2010 bis 2012 Verlagsleiter war.
Bevor er 2016 ordentlicher Professor für islamische Philosophie an der Westfälischen Wilhelms-Universität Münster wurde, war er am dortigen Zentrum für Islamische Theologie Vertretungsprofessor für Kalām, islamische Philosophie und Mystik.
An der Universität Münster leitet er das Internationale Muhammad Iqbal Forschungszentrum, das sich mit dem Werk und der Rezeption des Dichter-Philosophen Muhammad Iqbal beschäftigt. Seine Autobiographie ist unter dem Titel Osama bin Laden schläft bei den Fischen. Warum ich gerne Muslim bin und wieso Marlon Brando viel damit zu tun hat erschienen. Karimi ist verheiratet und hat einen Sohn und eine Tochter.

## Forschungsschwerpunkte
Systematisch: Islamische Religionsphilosophie, Kalām/Neo-Kalām (dialektische Theologie), islamische Mystik, Ästhetik, Hermeneutik, Metaphysik und Metaphysikkritik, Künstliche Intelligenz. Zudem widmet er sich der Popkultur und insbesondere der modernen Qualitätsserien.
Historisch: Antike Philosophie, Islamische Philosophie des Mittelalters, der Neuzeit und des 20. Jahrhunderts, Māturīdīya, Deutscher Idealismus und die Idealismus-Kritik, Philosophien des 20. Jahrhunderts.

## Koranübersetzung
Im Oktober 2009 legte Ahmad Milad Karimi eine vollständige Neuübersetzung des Koran vor, die im Herder-Verlag in Freiburg erschienen ist. Karimi sucht in seiner Übersetzung konsequent die größtmögliche Nähe zum Original und betont dabei die poetische Qualität des Koran. Für ihn stehen, wie er dies im Nachwort seiner Übersetzung bemerkt, „neben der philologischen Genauigkeit auch und vor allem die ästhetische Atmosphäre des Korangesangs“ im Mittelpunkt. Es geht Karimi um die Vermittlung jener „ästhetisch-poetischen Erfahrung“, die „die Religiosität der Muslime grundlegend bestimmt.“ Entsprechend ist seine Übersetzung eine, die erklärtermaßen für die Rezitation bestimmt (und entsprechend mit Atemzeichen versehen) ist.
Indem Karimi in seiner Übersetzung ausdrücklich vermeidet, sperrige oder dunkle Passagen, die auch das arabische Original für viele Hörer kennzeichnen, zu glätten oder verständlicher machen zu wollen, möchte er dem Leser die Idee des Koran als ein offenes, ästhetisches und poetisches Kunstwerk vermitteln, die die Rezeption des Koran gerade auch im theologischen Sinne auszeichnet.
Der evangelische Theologe Reinhard Kirste schreibt in seiner Rezension: „Nun hat sich ein Islamwissenschaftler, Philosoph und Dichter, der ursprünglich aus Afghanistan kommende Ahmad Milad Karimi, daran gemacht, diesen geoffenbarten Schatz in seiner poetischen Kraft erneut ans Tageslicht zu bringen. Was also zwischen dem Dichter und Wissenschaftler theologisch und poetisch geschah kann sich durchaus sehen lassen, auch wenn der Rezensent nicht den Text original überprüfen kann, allerdings die Verlagswerbung hinterfragen muss, wo von einer wortgetreuen Übersetzung die Rede ist. Und ob sie wirklich am arabischen Original wirklich so nahe ist wie nie, muss auch deshalb dahingestellt bleiben, weil es einige dunkle Stellen im Kran [sic] gibt, mit denen Übersetzer und Kommentatoren teilweise recht unterschiedlich umgegangen sind.
Wer darüber hinaus die Problematik von Übersetzungen gerade aus dem semitischen Sprachraum betrifft, weiß, dass jede Übersetzung nur eine Annäherung an den zur Verfügung stehenden Offenbarungstext sein kann. Aber diese Übersetzung hat bereits durch die Arbeit von Übersetzer und Herausgeber dialogische Qualität. Karimi macht darüber hinaus deutlich, dass sich die Sprachgewalt und Sprachschönheit des arabischen Originals im Deutschen nachvollziehen lässt.“
Im Jahre 2018 legte Karimi eine Blütenlese des Korans mit dem Titel „Blumen des Koran oder Gottes Poesie. Ein Lesebuch“ vor. Dort stellt er die wichtigsten Verse in thematischer Ordnung zusammen und begleitet den Leser in die Ästhetik des Koran.

## Positionen

### Dekonstruktion
Karimi tritt in seinem Werk Licht über Licht für eine Dekonstruktion des religiösen Denkens im Islam ein. Die Dekonstruktion vollziehe sich dabei als „eine Verflechtung der Religion und Philosophie, des Glaubens und Denkens, des Monotheismus und Atheismus, der Offenbarung und Mythologie.“
Es geht ihm dabei nicht um die Rekonstruktion einer ursprünglichen, reinen Botschaft des Islams, sondern um ein religiöses Denken, das aus der Mitte heraus die konstruierenden Momente des Islams gänzlich auseinanderzunehmen versucht, um die Grundelemente erneut zusammenzusetzen. Indem Karimi den autodekonstruktiven Charakter des Islams freizulegen versucht, entwickelt sich eine neue Leseart der Gottes-, Schöpfungs-, Offenbarungs- und Glaubensfrage.
Das Deutschlandradio schreibt über seine Position zum Islam: „Milad Karimi plädiert für einen zeitgemäßen Islam, der die traditionelle Weisheit des Islams mit der Gegenwart des 21. Jahrhunderts verbindet.“

### Der Koran und der dritte Raum
Für Karimi stellt der Koran die Offenbarung Gottes dar, die aber erst gedeutet werden muss, um verstanden werden zu können. Doch der Koran bleibe immer unverfügbar. Diese Unverfügbarkeit zeige sich vor allem durch den ästhetischen Akt der Rezitation. Doch zwischen dem Gläubigen und dem Koran bestehe eine unüberwindbare Distanz, die Karimi in begrifflicher Anlehnung an Homi K. Bhabha als „der dritte Raum“ bezeichnet.
„Der dritte Raum“ stelle den offenen Raum des Verstehens dar, Raum der Pluralität, Raum des Zweifelns, Raum der Korrektur und Raum, um mit Gott zu hadern. Die Annäherung an den Koran vollziehe sich daher mit dem dritten Raum, „weil Verstehen als der innere Sinn des Textes selbst nicht übersprungen werden kann.
Insofern ist es einsichtig, warum der Koran kein reiner Informationstext, kein historischer Bericht, kein Sammelsurium ausschließlich normstiftender Gesetze darstellt, sondern ein poetischer, mehrdeutiger, von Gleichnissen und Metaphern geprägter Text ist“, der unterschiedliche Zugänge fordere. Der dritte Raum sei „der Raum des sich Prüfens, der unablässigen Selbstkorrektur und des Selbstzweifels.“

### Islamismus/Politischer Islam
Karimi kritisiert und verurteilt den ideologischen Islamismus. In Deutschlandradio heißt es über sein Verhältnis dazu: „Terroranschläge radikaler Islamisten erschüttern die Welt schon länger. Doch der Massenmord vom 11. September 2001 hat die Welt verändert. Milad Karimi macht kein Hehl daraus, dass er unter jedem Terroranschlag persönlich leidet.“ Aber er unterscheidet den Islamismus von der Religion des Islam. „Der Islamismus interpretiert nicht die Religion ideologisch, sondern deutet seine Ideologie religiös.“
Für Karimi wird die Religion durch den Islamismus zweckentfremdet. Islamisten beanspruchen für sich Wahrheit, aber im Islam wäre die Tugend der Demut gegenüber der unverfügbaren Wahrheit von großer Bedeutung. Muslime würden weder Gott, seinen Propheten noch den Islam schützen, sondern sie würden sich von Gott beschützt sehen. Die Islamisten hingegen leben so, als würden sie über die Wahrheit verfügen, als wüssten sie genau, was Gott von Menschen wolle.
„Sie tun alles, was sie tun, mit der Religion, aber nicht aus der Religion. Dieser feine Unterschied ist höchst bedeutsam, weil er aufzeigt, worin sich religiöser Akt und religiös-motivierter Aktionismus unterscheiden. Wer mit der Religion etwas tut, der ist in gewisser Weise mit der Religion fertig, aber wer aus der Religion heraus sein Tun erhält, der kann sich religiös nennen.“
Demnach degradiere der Islam zum politisch-ideologischen Instrument. Aber nicht der Islam sei „eine politische Ideologie, sondern der Islam kann für diese oder jene politische Ideologie instrumentalisiert werden. Dabei geht die Ideologie stets dem Islam voraus.“ Religionen müssen Gesicht zeigen, „sich politisch einmischen, an der Gestaltung der pluralen Gesellschaft partizipieren und sich für den Zusammenhalt engagieren.“ Deshalb sieht er die Distanzierung von einem „politischen Islam“ als undifferenziert an, weil es auch verantwortungsvolle Form der Politik aus dem Geist der Religion geben kann.

### Flüchtlingskrise
In seiner Rede am 4. Dezember 2016 beim Tag der Menschenrechte im Ingolstädter Theaterfoyer über „Menschenrechte im Angesicht der Flucht“ fordert Karimi eine menschenrechtskonforme Flüchtlingspolitik, die eine solidarische und humane Beachtung der Menschen auf der Flucht würdigt.
Im Gespräch mit dem Magazin Cicero sagt er: „Legale Einwanderungsprogramme dürften dabei an der ersten Stelle stehen; denn Trojanische Pferde haben ihren Preis. Europa wird an seinem eigenen demokratischen Maßstab scheitern, wenn nicht die Asylpolitik grundlegend verändert wird. Wenn aber die europäische Flüchtlingspolitik darin besteht, alles dafür zu tun, dass keine Flüchtlinge zu uns gelangen, dann wirken Eingriffe wie etwa eine bessere Seenotrettung nicht fortschrittlich, sondern höhnisch.“
Das Recht auf Menschenwürde gelte für jeden einzelnen Flüchtling, selbst für diejenigen, deren Lebenseinstellung uns nicht gefalle. Zudem wendet er sich gegen die Forderung einer Obergrenze, die die Flüchtlinge nicht nur als ein zu verwaltendes Problem betrachtet, sondern die Menschen quantifiziert. Dadurch, so Karimi, in seiner Dankesrede zur Verleihung des Voltaire-Preises für „Toleranz, Völkerverständigung und Respekt vor Differenz“, wäre der europäischen Idee der Menschenrechte widersprochen.

### Interreligiöser Dialog und die gemeinsame Mission
Karimi plädiert für einen beziehungsoffenen Islam. Im Dialog mit dem Benediktiner-Mönch Anselm Grün sieht er als das Verbindende zwischen den Religionen die Spiritualität an. Wichtig sei, „sich selbst im Blick des anderen zu sehen, sich neu zu entdecken, zuweilen auch kritisch zu befragen und das Eigene zu bestaunen.“
In einem Beitrag für NDR schreibt er: „Es sind spirituelle Wege, die mit ihrer unerschöpflichen Offenheit, zueinander finden, Sufismus und christliche Mystik, die im Kern zueinander gehören. Die Begegnung zeigt, dass wir einen gemeinsamen Auftrag haben für die kreative Mitgestaltung unserer offenen Gesellschaft. Ich suchte den Weg zu einem leidenschaftlichen Christenmenschen und fand das Christentum in seiner Schönheit, seiner Geistigkeit, aber auch in seiner Fremdheit und seinem Geheimnis; ich suchte das Fremde, aber begegnet bin ich mir selbst – im Herzen des anderen.“
Dabei kritisiert er die Idee der Missionierung, die eine echte Begegnung auf Augenhöhe untergrabe. Vielmehr tritt er für eine „gemeinsame Mission“ ein, die darin bestehe, sich gemeinsam für das Gerechte, Gute und mehr Frieden im Dienst der Menschheit einzusetzen. In seiner Dankesrede zur Verleihung des Voltaire-Preises hebt er hervor: „Aber die Zukunft kann nicht in Toleranz münden, in der Anstrengung Brücken zu bauen, sondern in Verantwortung selbst zur Brücke zu werden, über die Toleranz hinaus.“

### Boykott der Pilgerfahrt
Karimi rief in seinem Buch Warum es Gott nicht gibt und er doch ist dazu auf, die Pilgerreise nach Mekka zu boykottieren. Die heiligen Städte der Muslime seien autonome Orte des Friedens, „die keine Nation für ihre eigenen Machtinteressen oder sogar Ideologie instrumentalisieren darf.“ Die gegenwärtige Krise des Islams könne nicht überwunden werden, solange die Kaaba in den Fängen des Wahhabismus bleibe.
Gerade weil die Pilgerreise zu einer Säule des Islams gehört, müssten die Gläubigen gemeinsam gegen diese Vereinnahmung aufstehen. Er schreibt: „Der Ruf des Glaubens ist der Ruf nach Haltung, nach Haltmachen vor Kaaba. Wenn wir nicht an der Krise zerbrechen wollen, müssen wir die Kaaba boykottieren. Im Geiste von Brecht gesprochen: Stell dir vor, es ist Pilgerzeit, und keiner geht hin. Der Boykott der Kaaba ist kein triumphaler Akt für die gläubigen Muslime. Es darf schmerzen mit dem weißen Tuch umwickelt auf die Straßen zu gehen. Geradezustehen für seinen Glauben jedoch ist das tiefe Gebot des Glaubens selbst. Es ist Widerstand kraft des Glaubens. Wer die Kaaba boykottiert, der bleibt nicht Zuhause, sondern er will heimkehren.“

## Fernsehmoderation
Von September bis Dezember 2021 moderierte Karimi als Gastmoderator vier Sendungen der Sternstunde Religion im Schweizer Radio und Fernsehen (SRF), seit Januar 2022 regelmäßig neben Olivia Röllin.

## Auszeichnungen
- Rumi-Preis 2015, für die Publikation Hingabe. Grundfragen der systematisch-islamischen Theologie. Laudatio: Bernhard Uhde[38]
- Voltaire-Preis 2019, für „Toleranz, Völkerverständigung und Respekt vor Differenz“, Laudatio: Florian J. Schweigert[39]
- Deutscher Dialogpreis 2019 in der Kategorie „Wissenschaft und Bildung“. Laudatio: Karl-Josef Kuschel[40]

## Werke (Auswahl)

### Monographien
- Gott 2.0. Grundfragen einer KI der Religion. Ditzingen 2024, ISBN 978-3-15-014591-3.
- mit Anselm Grün: Den Schmerz verwandeln. Eine interreligiöse Reise zu spiritueller Heilung. Münsterschwarzach 2024, ISBN 978-3-7365-0577-3.
- mit Anselm Grün: Frieden stiften, Frieden sein. Münsterschwarzach 2023, ISBN 978-3-7365-0491-2.
- Maradona und das göttliche Spiel. Warum das Wesentliche unverfügbar bleibt oder von der Poesie des Lebens. Ostfildern 2023, ISBN 978-3-8436-1412-2.
- Licht über Licht. Dekonstruktion des religiösen Denkens im Islam. Freiburg/München 2021, ISBN 978-3-495-49100-3.
- mit Anselm Grün: Im Herzen der Spiritualität. Wie sich Muslime und Christen begegnen können. Hg. v. R. Walter. Freiburg i. Br. 2019, ISBN 978-3-451-03131-1.
- Warum es Gott nicht gibt und er doch ist. Freiburg i. Br. 2018, ISBN 978-3-451-31310-3.
- Die Blumen des Koran oder: Gottes Poesie. Ein Lesebuch. Freiburg i. Br. 2015.
- Hingabe. Grundfragen der systematischen-islamischen Theologie. Freiburg i. Br./Berlin/Wien 2015, ISBN 978-3-7930-9800-3.
- Osama bin Laden schläft bei den Fischen. Warum ich gerne Muslim bin und wieso Marlon Brando viel damit zu tun hat. Freiburg i. Br. 2013, ISBN 978-3-451-30470-5.
- Identität – Differenz – Widerspruch. Hegel und Heidegger. Freiburg i. Br./Berlin/Wien 2012, ISBN 978-3-7930-9697-9.

### Übersetzung
- Der Koran. Vollständig und neu übersetzt von Ahmad Milad Karimi. Hg. von Bernhard Uhde. Herder, Freiburg i. B. 2009, ISBN 978-3-451-30292-3.
- Suhrawardī: Der rote Intellekt. Aus dem Persischen übertragen von Ahmad Milad Karimi. In: A. M. Karimi: Licht über Licht. Dekonstruktion des religiösen Denkens im Islam. Freiburg i. Br. 2021, S. 23–44.
- Rumi. Du wurdest mit Flügeln geboren. Ausgew., übers. und komm. Mit Kalligrafien v. I. Shraim. Ostfildern 2023.

### Lyrik
- Das Noch-Nicht. In: Visionen. Spirit & Soul. 25. Jahrgang. Oktober/November 2020, S. 38f.
- Berührung. In: Das Inspirationsbuch 2011. Mit Gelassenheit und Leidenschaft. Hg. v. G. Hartlieb. Freiburg i. Br. 2011, S. 115.
- Atemlos. In: Die Literareon Lyrik-Bibliothek. Bd. 9. Hg. v. A. Zimmermann. München 2008, S. 81.
- Flüstern. In: Die Literareon Lyrik-Bibliothek. Bd. 8. Hg. v. A. Zimmermann. München 2008, S. 89.
- Stimmen. Anthologie. Literareon, 2003, ISBN 3-8316-1077-0.
- Hörsturz. Gedichtband mit Zeichnungen. Pragun, Delhi 2006, ISBN 81-89645-40-4.
- Verlegenheit. Gedichtband. Pragun, Delhi 2006, ISBN 81-89645-41-2.
- Verrückung. In: bläuliches .... Hg. v. T. Roediger. München 2003, S. 63.
- Stimmen. (Literarische Anthologie). Hg. v. A. Alihodzic, F. Becker, M. Karimi. München 2002.